# Villa romana La Tejada
La villa romana La Tejada es una villa romana situada en Quintanilla de la Cueza, en el municipio español de Cervatos de la Cueza, provincia de Palencia, comunidad autónoma de Castilla y León. Se localiza al pie de una ligera elevación, en el pago conocido como «Tejada», al noroeste del pueblo, a unos 500 metros de la margen derecha del río Cueza. Fue declarada Bien de Interés Cultural el 13 de junio de 1996.

## Descripción

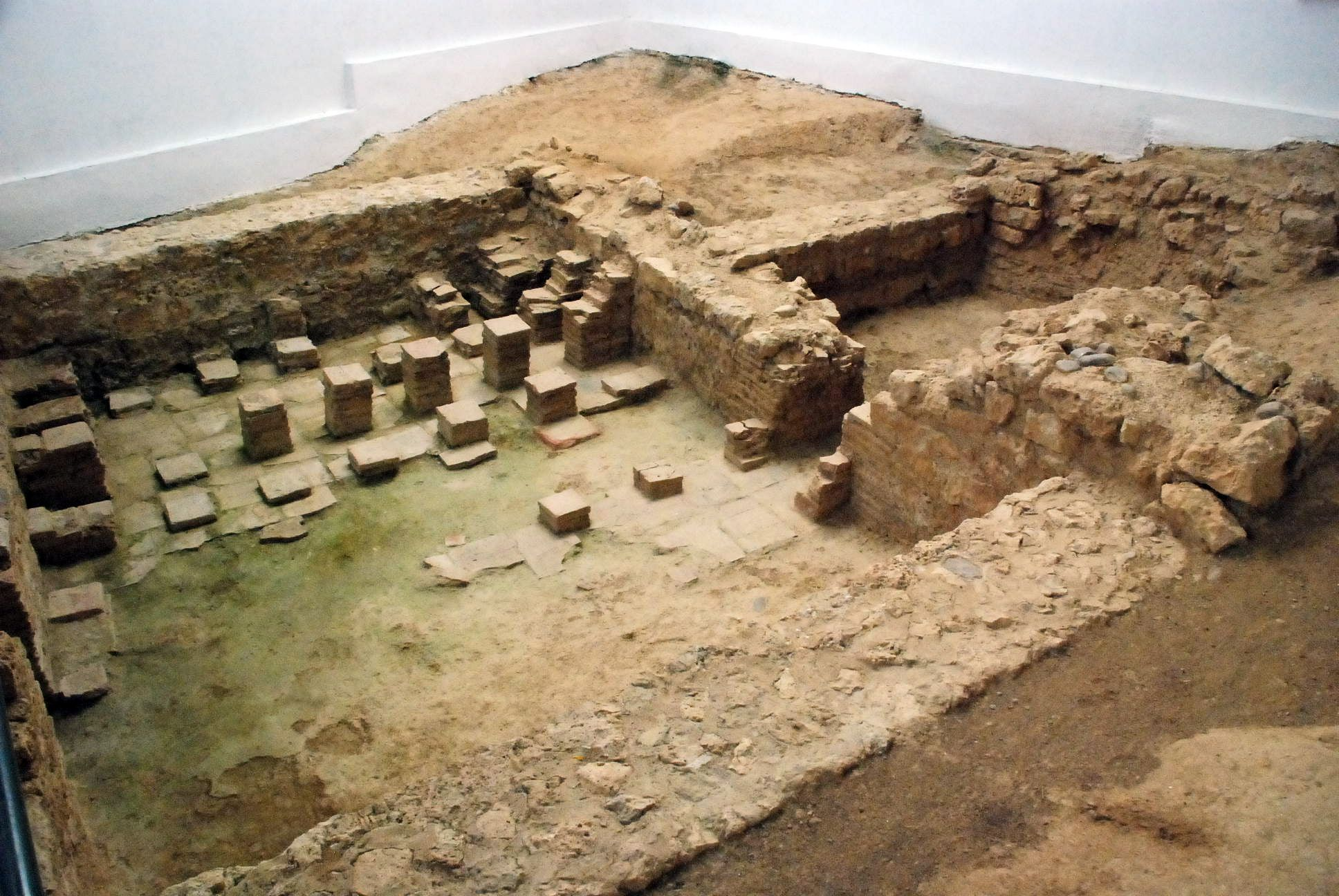
Vista de uno de los hypocaustum de la villa

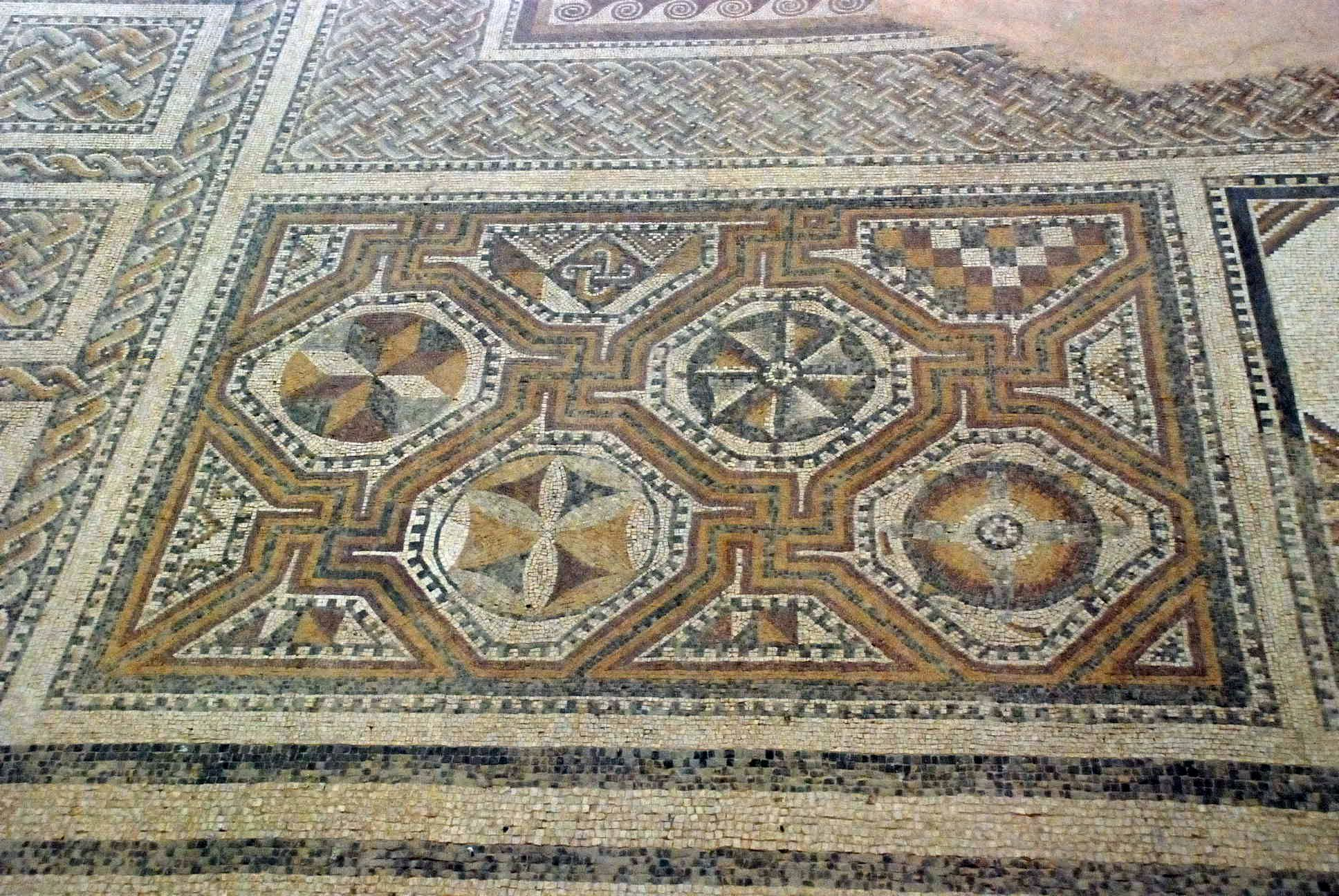
Restos de la habitación 22 con el mosaico de Neptuno

En lo que se refiere a la cronología del yacimiento, parece clara la existencia de un hábitat desde el siglo II, con un apogeo a finales del siglo III y durante el IV. A mediados del siglo V se produjo la decadencia y el abandono progresivo de la villa. Desde su descubrimiento, en 1970, se han ido produciendo sucesivas campañas de excavación que han descubierto un posible recinto termal perteneciente a una edificación residencial señorial, semejante a las existentes en la meseta en época bajoimperial.
El área excavada muestra, tan solo, una parte de la extensión total que ocuparía la villa, que al parecer se extendía al norte y oeste de las construcciones conocidas. Lo descubierto se agrupa en tres bloques diferentes: 
- Habitaciones: Trece habitaciones dispuestas en un eje norte-sur, con muros de mampostería de caliza y mortero de cal, en alternancia con hiladas de ladrillo.
- Pasillo: Ancho pasillo orientado de este a oeste, en cuya zona norte se disponen seis habitaciones pavimentadas con mosaico.
- Otras dependencias: Lo forma un conjunto de departamentos, quizás almacén, con una orientación aproximada norte-sur.

En general, los muros maestros consisten en un asiento de cantos rodados sobre el suelo en que apoya la pared de mampostería. Sobre ella, iría un tapial de adobes. Los muros divisorios estaban formados por la base de cantos rodados y el tapial de adobe. En alguna habitaciones, normalmente las destinadas a hornos, se alterna el muro de mampostería con ladrillo o este con núcleo de mortero de piedras y tejas. 
Las estancias más nobles tenían, por lo general, estucos con pinturas murales de decoraciones geométricas, vegetales o imitando mármoles. De las estructuras arqueológicas halladas, destacan por su abundancia y variedad los hipocaustos y los mosaicos.

## Musealización
Recibe visitas y dispone de instalaciones para la atención al público desde marzo de 2015.